# Koos Speenhoff
Jacobus Hendrikus (Koos) Speenhoff (Kralingen, 23 oktober 1869 – Den Haag, 3 maart 1945) was een Nederlands dichter-zanger, illustrator en kunstschilder. Voor de Nederlandse kleinkunst heeft hij een pioniersrol vervuld. In 1968 was Speenhoff een van de vier bekende namen uit de begintijd van het cabaret die de revue passeerden in het vierluik Namen die je nooit vergeet dat gepresenteerd werd door Wim Ibo.
Zijn bekendste liedjes zijn Het broekie van Jantje, Brief van een moeder aan haar zoon die in de nor zit en De schutterij (Daar komen de schutters).
Hij afficheerde zichzelf als 'dichter-zanger', wat voor cabaretkenner Jacques Klöters aanleiding was om hem aan te duiden als 'de eerste singer-songwriter van Nederland'.
In tegenstelling tot wat velen denken heeft Speenhoff zichzelf nooit Koos Speenhoff laten noemen. Deze voornaam is hem in de volksmond toegedicht.

## Jeugd

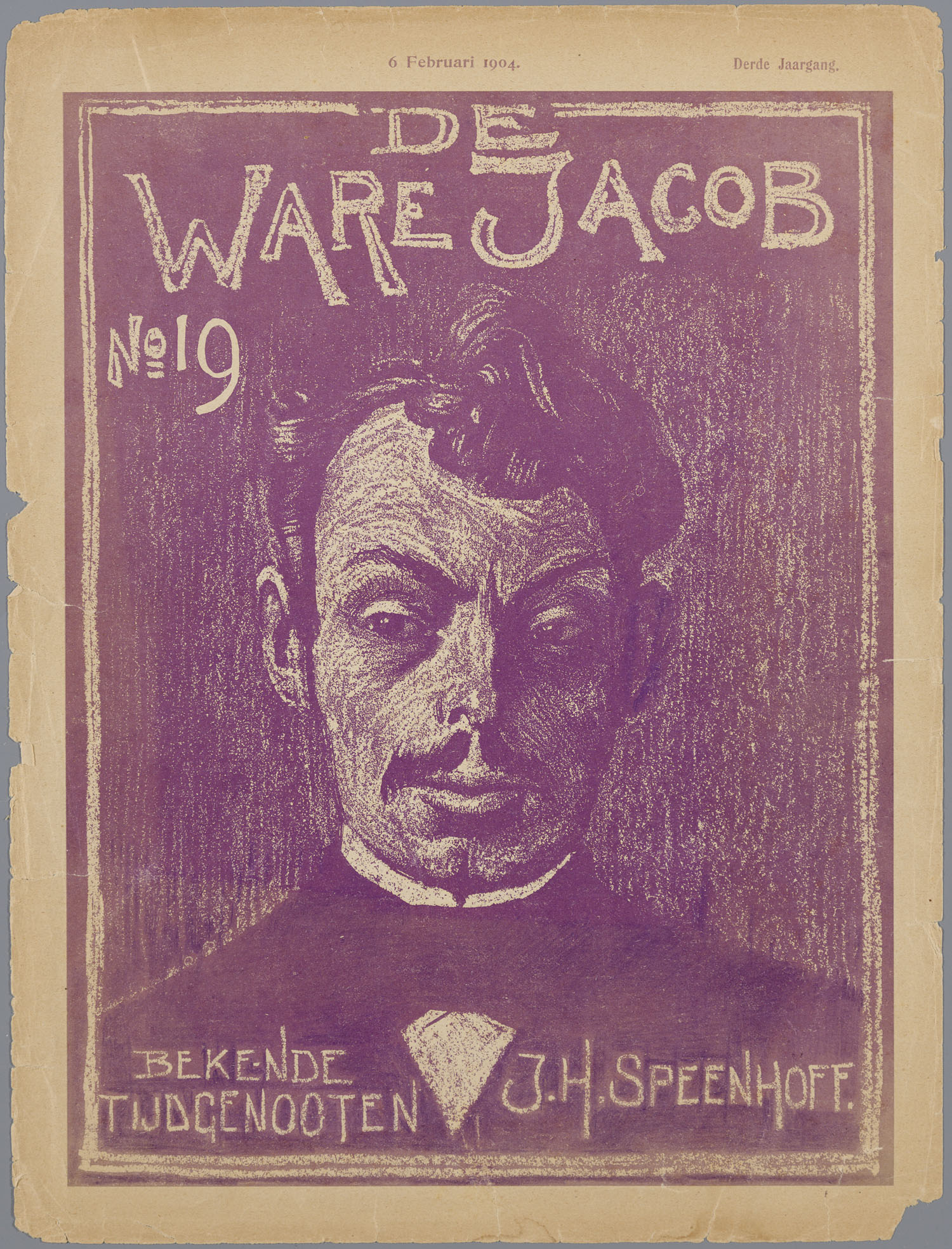
Portrettekening van J.H. Speenhoff, omslag De Ware Jacob, 6 februari 1904.

Speenhoff werd in Kralingen geboren als zoon van de ongehuwde Magdalena de Jager. Zijn moeder, katholiek en van eenvoudige komaf, trouwde bijna drie jaar na zijn geboorte op 12 juli 1872 met de Rotterdamse protestantse zakenman Jacob Speenhoff. Haar beide kinderen verkregen bij dit huwelijk de naam Speenhoff. Zijn vader begon een bedrijf, dat isolatiemateriaal produceerde voor stoommachines, in Krimpen aan de Lek. In deze plaats groeide Speenhoff op, bezocht er de lagere school en vervolgens de HBS in Rotterdam.

## Vroege carrière
Na een korte periode bij de marine - die hij vanwege een ongeval verliet - trad Speenhoff bij zijn vader in dienst als vertegenwoordiger. Hoewel hij in die hoedanigheid half Europa door mocht reizen, verveelde het vak hem al snel. Omstreeks 1895 verruilde hij Krimpen aan de Lek voor het mondainere Rotterdam om daar het leven van bohemien te leiden. Uiteindelijk probeerde hij van zijn hobby, het schrijven van versjes en liedjes, zijn beroep te maken. Zijn grote doorbraak kwam in 1902 toen hij in de Tivoli Schouwburg te Rotterdam bij een matineevoorstelling van ’t Vrije Tooneel werd geplaatst om het programma te vullen.

## Doorbraak
Rond 1903 was Speenhoff, dankzij de ongewone openhartigheid waarmee hij het volkse leven beschrijft en de even ongewone deftigheid waarmee hij zijn liedjes ten gehore brengt, een succesvol variété-artiest, die daarnaast ook bekendheid verwierf met het maken van illustraties - bijvoorbeeld bij zijn eigen verzenbundels. Zijn lijfspreuk luidde  't Is anders. Het motto is een treffende illustratie van de verwarring die in de loop van zijn leven rond de deftige volkszanger zal blijven bestaan.
Op 24 augustus 1905 trouwde Speenhoff met de Luxemburgse Cesarina Prinz. De twee treden gezamenlijk op als de heer en mevrouw J.H. Speenhoff-Prinz. Zij kregen drie kinderen: Coos (Jacob Mathias, 1904-1966) en Ceesje (Cesarina Christina Felicia, 1909-2004) die beiden ook cabaretier werden en Masje (Magdalena Anna Maria, 1908-1994) die enkele jaren als zangeres optrad onder de naam Natascha Strachoff. Ze zong enkele liederen in de eerste experimentele rechtstreekse televisie-uitzending in Nederland door Philips in Eindhoven.

## Kritiek

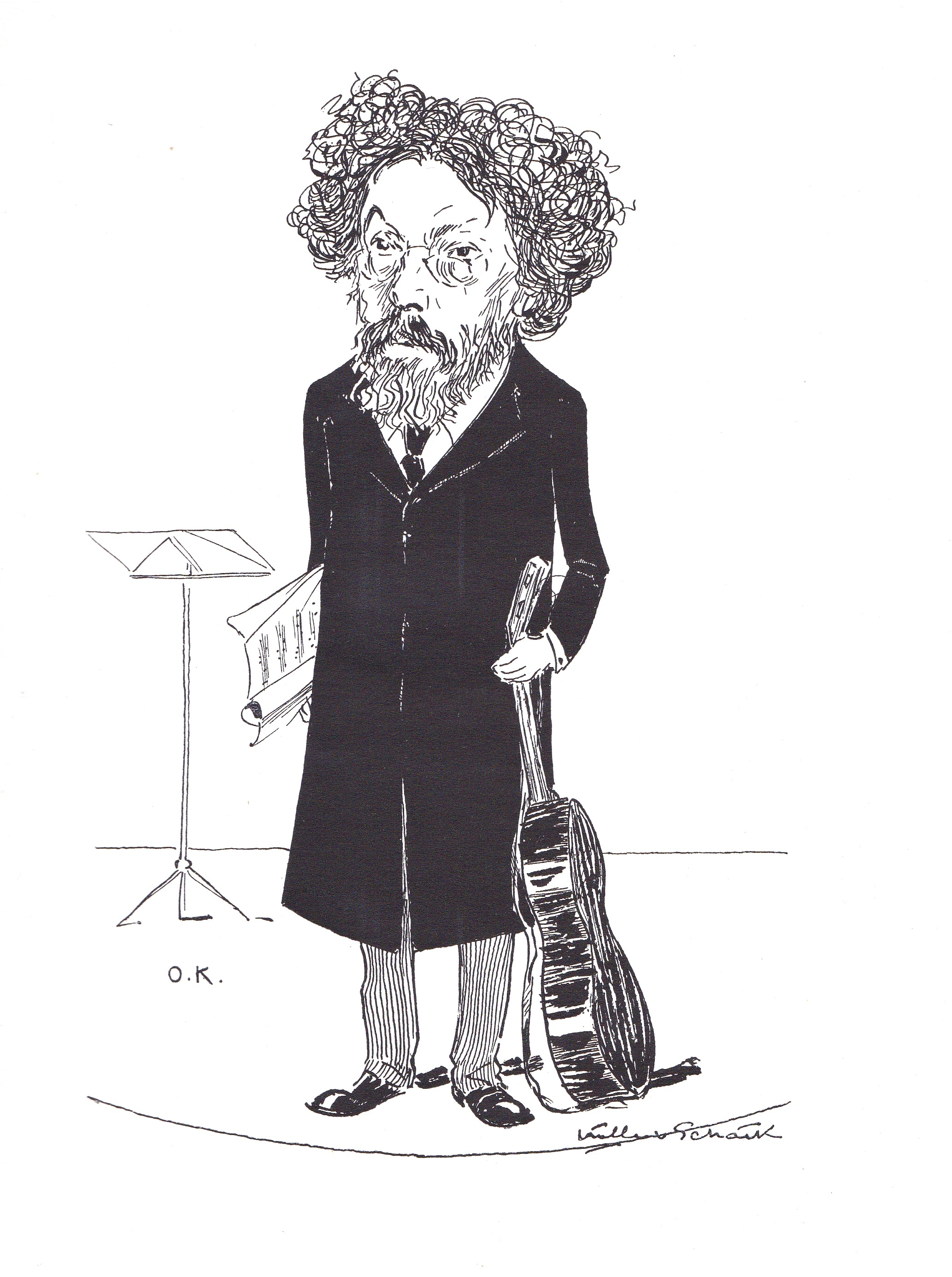
Speenhoff
(tekening door Willem van Schaik.

Hoewel het werk van Speenhoff in brede kring wordt gewaardeerd zijn er ook andere geluiden. Met name in conservatief-katholieke kring wordt schande gesproken van het 'zedeloze' en 'ontaarde' karakter van Speenhoffs liedkunst. Men valt met name over het gebruik van woorden als sloerie, billen en de uitdrukking stijf-vloeken. Het levert diverse schandalen op die Speenhoff tot held van het vooruitstrevende volksdeel maken.
Op 13 februari 1915 gaf heel kunstminnend Nederland acte de présence bij Speenhoffs koperen artiestenjubileum. Er wordt vastgesteld dat de bloemenhulde die Speenhoff bij die gelegenheid wordt gebracht, alle records breekt en in het bijbehorende gedenkboek steken prominenten als Herman Heijermans, Willem Kloos en Henriette Roland Holst de loftrompet over de jubilaris.
Nog datzelfde jaar blijkt dat het jubileum tegelijk een soort afscheidsfeest was. Speenhoff is kennelijk niet met zijn tijd meegegaan en het kunstminnende publiek laat het steeds meer afweten. Eind 1915 veroorzaakte hij ophef, doordat hij, als reactie op kritiek uit katholieke hoek, vertelt dat hij zelf katholiek is. De mededeling krijgt steeds meer het karakter van een bekering. Speenhoff zegt zich te schamen voor zijn vroegere werk. Hij kuist zijn oude teksten. Brief van een moeder aan haar zoon die in de nor zit heet vanaf dat moment Brief van een moeder aan haar zoon die in de gevangenis zit; de billen worden beentjes en onzedelijk geachte versregels worden vervangen door minder openhartige varianten.
Of Speenhoffs koerswijziging het gevolg is van nieuwe morele inzichten, of dat hij probeerde meer optredens voor katholieke ontspanningsverenigingen te krijgen, blijft onduidelijk. In elk geval was hij vanaf dat moment voor velen het mikpunt van spot. In de loop der jaren ontwikkelde hij zich tot een verbitterd man die regelmatig klaagde over het gebrek aan serieuze erkenning voor zijn werk.

## Latere leven en dood

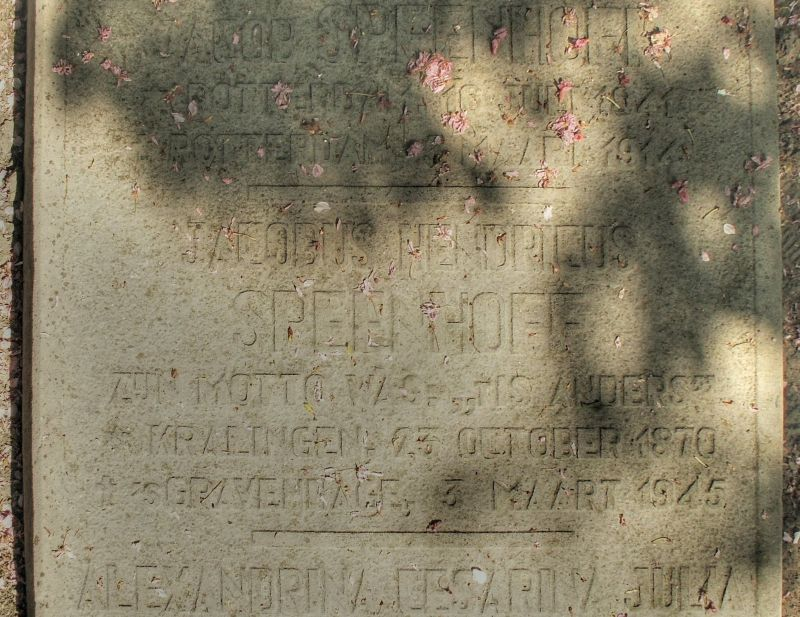
Grafsteen van J.H. Speenhoff met motto "Tis Anders"

In de jaren dertig deed Speenhoff een aantal antisemitische uitspraken en tijdens de oorlogsjaren deed het gerucht de ronde dat Speenhoff lid van de NSB is geworden. De naam Speenhoff wordt regelmatig genoemd in het pro-Duitse radioprogramma Zondagmiddagcabaret van Paulus de Ruiter (van Jacques van Tol.) Het is echter niet Speenhoff of zijn vrouw Cesarina, maar hun dochter Ceesje Speenhoff die in het programma optreedt. Speenhoff heeft zich eerst van de politieke activiteiten van zijn dochter gedistantieerd. Wel heeft hij tijdens de oorlog vele pro-Duitse teksten geschreven. Coos Speenhoff jr. distantieerde zich na de oorlog uitdrukkelijk van zijn zuster en zette zijn carrière voort in een cabaretduo met zijn vrouw Polly van Rekom.
Vlak voor het einde van de Tweede Wereldoorlog was Speenhoff een van de doden die vielen bij het bombardement op het Haagse Bezuidenhout. Hij werd begraven in Den Haag. Zijn vrouw raakte bij het bombardement gewond en overleed een jaar later, waarna het stoffelijk overschot van Speenhoff overgebracht werd naar de Algemene Begraafplaats Crooswijk te Rotterdam.

## Bekende liedjes

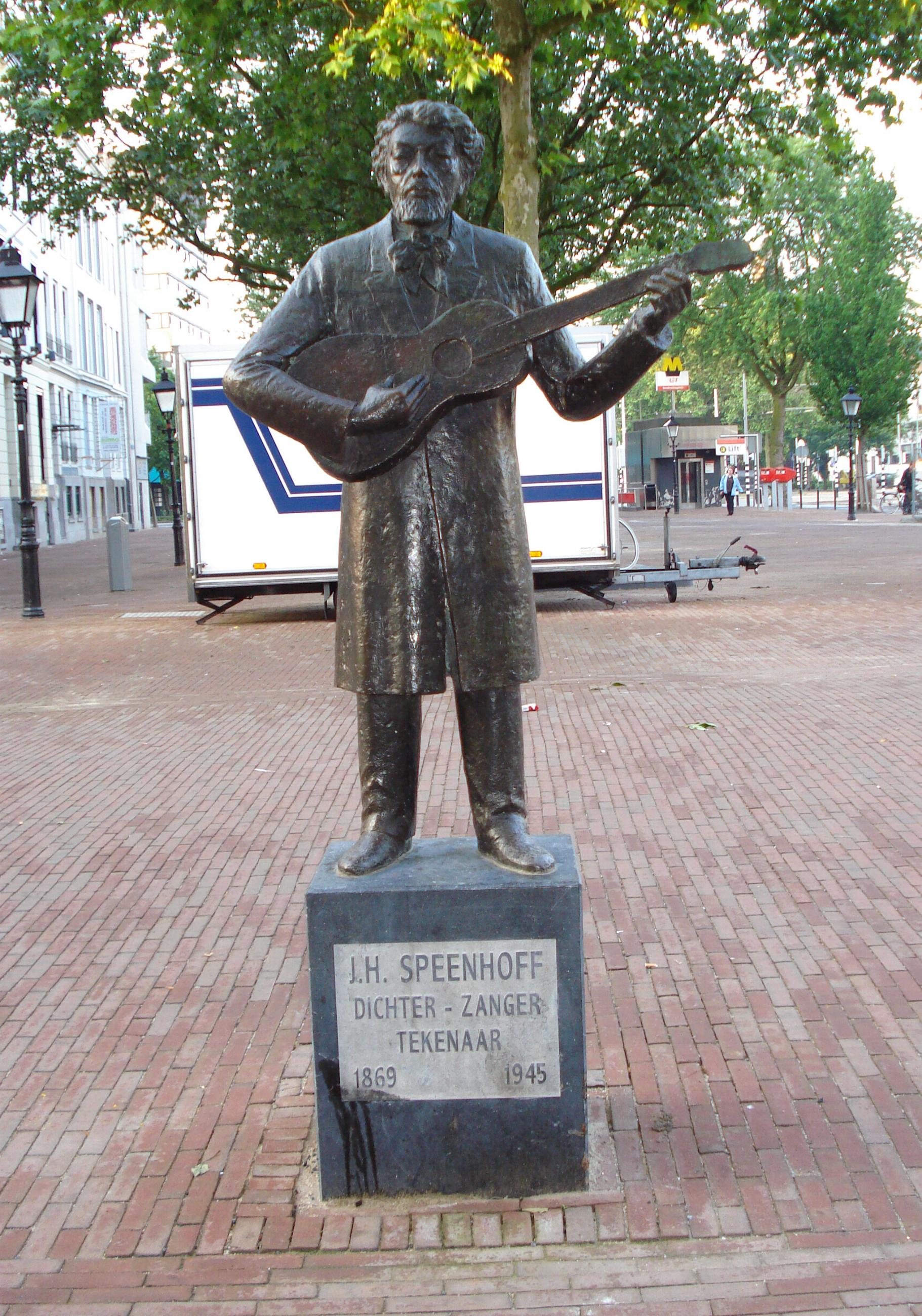
Standbeeld in Rotterdam

- (Spotlied op) de vegetariërs (1903)
- Brief van een moeder aan haar zoon die in de nor zit (1903)
- Het broekie van Jantje (1904)
- De vrije vrouwen (1904)
- Ik hou van alle vrouwen (1904)
- De schutterij (Ook wel bekend als: Daar komen de schutters) (1904)
- Tantes testament (1904)
- Opoe (1905)
- Zeemanslied (1905)
- Afscheidsbrief van een lelijk meisje aan haar vrijer (1905)
- De eerste klant (1906)
- Twee verlaten stakkers (1907)
- Het meisje dat men nooit vergeet (1907)
- De twee aardige mensen (1909)
- Onze Indische gasten (1911)
- Dorussie uit het armhuis (1911)
- Loflied op Professor Bolland (1915)

## Andere publicaties
- Drie zede-spelen (nl. De voet/Cultuur/Kiekeboe) (1910)

## Varia
- "Ik hou van alle vrouwen" ("Een Verklaring") (1904) werd in 1974 gecoverd door de Vlaamse kleinkunstgroep Rum en in 1986 door zanger Hans de Booij, die ermee in de tipparade komt (onder de titel "Alle Vrouwen").
- De Britse comedyreeks Dad's Army werd destijds in Nederland en Vlaanderen uitgezonden onder de titel Daar komen de schutters, naar Speenhoffs bekende lied.
- In 2021 bracht Rotterdammer Aad Klaris een cd uit met 20 liedjes van Koos Speenhoff met de titel 'Ode aan Koos Speenhoff' .